# ケニアの港湾
ケニアの港湾（ケニアのこうわん、英語: Ports and harbours in Kenya）は、ケニアにおける港湾について記す。

## 一覧
- モンバサ港（モンバサ）
  - キリンディニ港
- キリフィ港（キリフィ）
- ラム港（ラム）
- マリンディ港（マリンディ）